# Werner Schröer
Werner Schröer (Mülheim, 12 de fevereiro de 1918 — Ottobrunn, 12 de fevereiro de 1985) foi um piloto alemão da Luftwaffe durante a Segunda Guerra Mundial. Voou 197 missões de combate, nas quais abateu 114 aeronaves inimigas (entre as quais 26 quadrimotores e 40 P-40), o que fez dele um ás da aviação.

## Juventude e carreira
Schröer nasceu em 12 de fevereiro de 1918 em Mülheim an der Ruhr, na província do Reno do Reino da Prússia. Ele era filho de Friedrich Johann Schröer e sua esposa Maria, nascida Schmitz. Schröer frequentou a escola de 1924 a 1937 e se formou com seu Abitur (certificado de conclusão da escola). De abril a outubro de 1937, ele concluiu o Reichsarbeitsdienst obrigatório (Serviço de Trabalho do Reich). Schröer ingressou no serviço militar na Luftwaffe da Alemanha Nazista em 1937. Seu treinamento de recruta começou em 3 de novembro de 1937 com a 4. Kompanie (4.ª companhia) do Fliegerersatzabteilung 24 em Quakenbrück. Em 1 de abril de 1938, ele foi transferido para a Flughafenbetriebskompanie da Jagdgeschwader 132 (JG 132) em Düsseldorf, servindo com o pessoal de terra.
Em 1 de julho de 1938, Schröer foi destacado para o 7. Staffel (7.º esquadrão) da Jagdgeschwader 234 (JG 234), onde seu treinamento de voo começou. Ele então serviu na Fliegerhorstkompanie em Düsseldorf de 13 de agosto de 1938 a 30 de junho de 1939. Enquanto servia nesta unidade, ele foi promovido a Gefreiter (aviador de primeira classe) em 1 de outubro de 1938 e a Unteroffizier (cabo) em 1 de abril de 1939.
Em 1 de julho de 1939, Schröer foi então transferido para o II. Gruppe (2.º grupo) da Jagdgeschwader 26 "Schlageter" (JG 26), em homenagem ao mártir nazista Albert Leo Schlageter, onde foi destacado para o 6. Staffel, onde fez seu primeiro voo. De 1 de setembro a 15 de outubro de 1939, Schröer participou de um curso de observador aéreo na Aufklärungsfliegerschule em Hildesheim. Schröer então continuou seu treinamento de piloto nas escolas de voo em Kamp e Schafstädt.
Em 16 de maio de 1940, ele completou seu treinamento de voo com o Flugkommando 23 em Braunschweig. Durante este período de treinamento, ele foi promovido a Feldwebel (sargento) em 1 de dezembro de 1939. Schröer então recebeu treinamento de piloto de caça na Jagdfliegerschule 1 (escola de pilotos de caça) em Werneuchen. Lá ele aprendeu a pilotar o Arado Ar 68 e o Ar 96, o Messerschmitt Bf 108 e Bf 109, o Bücker Bü 131, o Focke-Wulf Fw 56, e o Heinkel He 45 e He 51. De 22 de julho a 17 de agosto de 1940, Schröer completou seu treinamento de piloto de caça com o 2. Staffel do Ergänzungsjagdgruppe Merseburg, uma unidade de treinamento suplementar com base em Merseburg.

## Segunda Guerra Mundial
A Segunda Guerra Mundial na Europa começou na sexta-feira, 1 de setembro de 1939, quando as forças alemãs invadiram a Polônia. Em 20 de agosto de 1940, Schröer foi transferido para o 2. Staffel da Jagdgeschwader 27 (JG 27), uma unidade de caça da linha de frente. O JG 27 na época estava sob o comando do Oberst (coronel) Max Ibel e baseado em Plumetot, França, na Frente do Canal. Lá, o JG 27 foi subordinado a Jagdfliegerführer 3 (Jafü 3), o comandante da força de caça da Luftflotte 3 sob o comando de Generalfeldmarschall Hugo Sperrle, e lutou na Batalha da Grã-Bretanha (10 de julho – 31 de outubro de 1940).
Em 28 de agosto de 1940, o JG 27 mudou-se da vizinhança da Península do Cotentin para um campo de aviação em Peuplingues, cerca de 6 kilometers (3,7 mi) a sudoeste de Calais e, posteriormente, foi colocado sob o comando do Jagdfliegerführer 2. Operando sobre o Canal da Mancha e sul da Inglaterra, Schröer voou suas primeiras missões de combate e reivindicou três vitórias aéreas que não foram confirmadas.
O I. Gruppe foi retirado da Frente do Canal em 30 de setembro de 1940. A mudança para Stade, a oeste de Hamburgo, começou em 1 de outubro. Lá, o I. Gruppe foi colocado sob o comando de Geschwaderstab da Jagdgeschwader 1 (JG 1). Durante as três semanas seguintes, o I. Gruppe foi encarregado de pilotar patrulhas aéreas de combate sobre a baía alemã. Paralelamente, o Gruppe recuperou as perdas de 14 homens mortos ou desaparecidos em combate, quatro feridos e sete feitos prisioneiros de guerra, perdas sofridas durante os combates pela Grã-Bretanha. Além disso, as perdas em aeronaves tiveram que ser repostas e o equipamento passou por uma revisão de manutenção.
Em 21 de outubro, o I. Gruppe foi novamente enviado para a França, então baseado em Dinan, no nordeste da Bretanha, sob o comando de Jafü 3 novamente. Em 3 de dezembro, o I. Gruppe se mudou novamente, desta vez para Döberitz com as ordens de fornecer proteção de caça para Berlim. Após a chegada em Döberitz, a maioria do pessoal de voo e de solo foi liberado para férias. Entre o final de fevereiro e o início de março de 1941, o I. Gruppe se mudou para Munich-Riem onde permaneceu por quatro semanas.
Em 24 de fevereiro, os pilotos do 1. e 2. Staffel foram temporariamente enviados para a Sicília, onde realizaram missões contra Malta, protegendo os comboios navais alemães que levavam o Afrika Korps para Trípoli. Durante este período, o 2. Staffel estava baseado em Comiso. De 7 a 10 de março, os pilotos voltaram a Munich-Riem. Durante este breve interlúdio, Schröer foi promovido a Leutnant (segundo-tenente) e transferido para o 1. Staffel em 1 de março. Em 4 de abril de 1941, o Gruppe mudou-se para Graz na preparação da Operação Marita, a Batalha da Grécia. Em 11 de abril, o I. Gruppe voou em missões de escolta de caça para os bombardeiros de mergulho Junkers Ju 87 nesta campanha. No dia seguinte, a unidade foi enviada para Zagreb antes de ser transferida para a África.

### Norte da África
Em 15 de abril de 1941, os primeiros elementos do 1. e 2. Staffel começaram a ser realocados no Norte da África para Trípoli. De Trípoli, o Staffel foi enviado para o campo de pouso Ain el Gazala, a oeste de Tobruque, onde chegaram entre 18 e 24 de abril de 1941. Schröer foi creditado com sua primeira vitória aérea em 19 de abril, um Hawker Hurricane do Esquadrão N.º 274 da RAF, foi abatido perto de Tobruque. Naquele dia, o Gruppe conquistou suas primeiras quatro vitórias na África. Neste encontro, Schröer foi abatido em seu Bf 109 E-7 (Werknummer 3790—número da fábrica), resultando em um pouso forçado em Ain el Gazala.
O vencedor de Schröer foi o piloto oficial Spence. Schröer foi o primeiro piloto alemão de Bf 109 abatido na África. Por isso, Schröer foi premiado com a Cruz de Ferro de 2ª classe (Eisernes Kreuz zweiter Klasse). Dois dias depois, em 21 de abril, o I. Gruppe entrou em combate com os caças Hurricane sobre Tobruque, reivindicando uma vitória do Oberfeldwebel Albert Espenlaub pela perda do Unteroffizier Hans Sippel, que foi morto em combate. O Bf 109 E-7 (Werknummer 4170—número da fábrica) de Schröer também sofreu danos de combate neste encontro. Ele conseguiu voar de volta para Ain el Gazala, fazendo outro pouso forçado e ferindo-se levemente. É possível que seu vencedor tenha sido o piloto oficial Spence, sendo a segunda vez em 48 horas que o piloto da RAF o abateu.

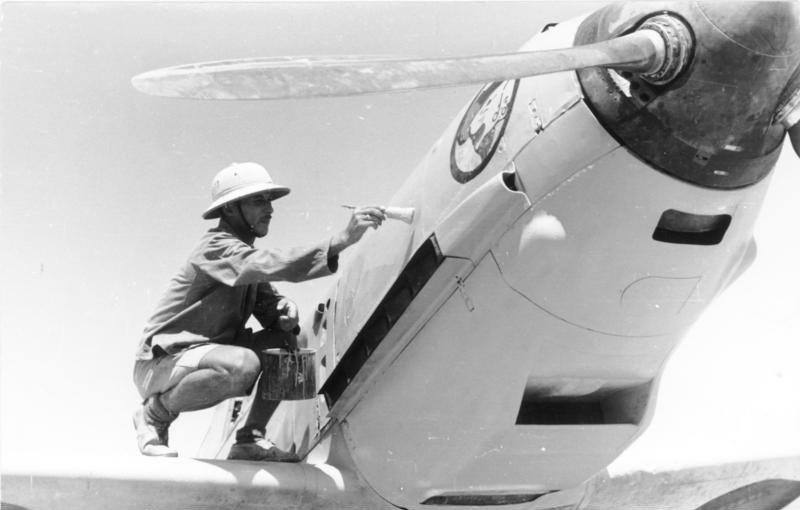
Um Bf 109 E de JG 27 semelhantes aos voados pelo Schröer no Norte da África.

Schröer conquistou sua segunda vitória aérea dois meses depois. Em 25 de junho, ele reivindicou um Hurricane abatido, presumivelmente do 2.º Esquadrão da Força Aérea da África do Sul (SAAF). Em 19 de julho de 1941, um voo de três Schwärme, voos de quatro aeronaves, do I. Gruppe encontrou um voo misto de Hurricanes e e caças P-40 "Tomahawk" em uma patrulha aérea de combate ao norte de Sidi Barrani. Doze Hurricanes do Esquadrão N.º 73 da RAF, aumentados por P-40s do 2.º Esquadrão da SAAF, forneceram escolta de caça para os Aliados com destino a Tobruque. Neste encontro, os alemães conquistaram três vitórias sem sofrer nenhuma derrota. Schröer foi creditado com sua quarta vitória naquele dia, um P-40 reivindicado às 18:17 no nordeste de Ras Asaz. Em 21 de agosto, Schröer conquistou sua quinta vitória, um Hurricane do Esquadrão N.º 229 da RAF em uma missão de escolta para um voo de bombardeiros Martin Maryland do 24.º Esquadrão da SAAF em uma missão de bombardeio a Menastir, perto de Bardia.
Em 29 de agosto de 1941, Schröer se envolveu em combate aéreo com o principal ás australiano Clive Caldwell do Esquadrão N.º 250 da RAF, a noroeste de Sidi Barrani. No decorrer da batalha, Schröer danificou o P-40 "Tomahawk" de Caldwell. Caldwell sofreu ferimentos de bala nas costas, ombro esquerdo e perna, mas ainda foi capaz de abater o ala de Schröer e danificar gravemente a própria aeronave de Schröer, forçando-o a se desvencilhar. De acordo com Prien, Rodeike e Stemmer, autores de Messerschmidt Bf 109 im Einsatz bei Stab und I./Jagdgeschwader 27, 1939 – 1945, o I. Gruppe não registrou nenhuma perda ou avaria de aeronaves neste encontro.
A chegada em setembro do II Gruppe da Frente Oriental permitiu ao I./JG 27 fazer rodízio de seus pilotos de volta para a Alemanha, um esquadrão de cada vez, para descanso e reequipamento com o Bf 109 F aprimorado. No entanto, isso não impediu que as forças do Eixo fossem expulsas da Cirenaica pela Operação Crusader Britânica.

### Staffelkapitän
Em fevereiro, Rommel lançou sua contra-ofensiva, retomando várias vezes o mesmo terreno. Em 1 de março de 1942, quando Werner tornou-se ajudante do I./JG 27, aprendendo o comando sob o experiente Eduard Neumann, eles estavam de volta a Martuba, a leste de Derna. Em 22 de junho, um dia após a queda de Tobruque, ele foi promovido a Staffelkapitän do 8./JG 27, baseado em Gazala. No dia seguinte, 23 de junho, com o Marseille acabando de somar 101 vitórias, Werner marcou a 12.ª e finalmente começou a marcar regularmente.
Com a Batalha de Gazala bem encaminhada e Rommel avançando 500 km sobre El Alamein, a guerra aérea finalmente esquentou. Ele marcou 16 vitórias em julho, e depois de um mês afastado, mais 13 vitórias elevando seu total para 44. Em 9 de setembro, ele foi condecorado com a Cruz Germânica em Ouro (Deutsches Kreuz in Gold) após suas 32.ª e 33.ª vitórias no dia anterior. As reivindicações apresentadas pelo JG 27 em 15 de setembro são controversas. Cerca de 26 reivindicações foram apresentadas para aeronaves abatidas pelo JG 27 - seis por Schröer. Na verdade, apenas cinco aeronaves aliadas foram abatidas em combate aéreo naquele dia.
Em 30 de setembro de 1942, Schröer liderava o 8. Staffel em uma missão de escolta Stuka cobrindo a retirada do grupo e aliviando a escolta externa, o III./Jagdgeschwader 53 (JG 53), que havia sido implantado para apoiar o JG 27 na África. O 3. Staffel de Hans-Joachim Marseille avistou visualmente os caças da RAF, mas não conseguiu fazer contato. Marseille transportou Schröer para a aeronave inimiga. Marseille ouviu Schröer reivindicar um Spitfire pelo rádio às 10:30. Ambos os voos permaneceram no ar durante a próxima hora em patrulha. Às 11:30, Marseille comunicou pelo rádio que seu motor estava soltando fumaça e seu voo o acompanhou até as linhas alemãs. Marseille saltou, mas bateu no estabilizador vertical e caiu no chão sem que seu paraquedas disparasse. Schröer chegou perto do 3 staffel a tempo de ver o Bf 109 de Marseille cair no chão, mas não viu nenhum paraquedas. Mais tarde, ele soube da morte de Marseille.
Ele continuou reivindicando regularmente em outubro, abatendo mais 15 aeronaves. Leutnant Schröer recebeu a Cruz de Cavaleiro da Cruz de Ferro (Ritterkreuz des Eisernen Kreuzes) em 21 de outubro por 49 vitórias, pouco antes de Montgomery lançar sua batalha vitoriosa de El Alamein. Nas frenéticas batalhas aéreas, Schroer abateu 10 aeronaves em uma semana. Em 4 de novembro, o novo Oberleutnant Schröer abateu seu primeiro bombardeiro quadrimotor - um Consolidated B-24 Liberator - a oeste de Sollum. No entanto, o fim na África estava próximo, e com o Afrika Korps em plena retirada, o III./JG 27 entregou sua aeronave para a Jagdgeschwader 77 substituindo-a no continente, e evacuada para Creta e as ilhas do Egeu. Apropriadamente, como o Gruppe maior artilheiro, Werner marcou uma de suas últimas vitórias africanas em 16 de novembro (sua 61.ª). Essas 61 vitórias, todas marcadas na África, fizeram dele o segundo com maior pontuação da Guerra do Deserto, depois de Marseille (que morreu em um acidente de avião em 30 de setembro com 158 vitórias).
Nos poucos meses em que estiveram no Egeu, incluindo um posto com as forças italianas em Rodes, o recém-promovido Hauptmann Schroer abateu dois bombardeiros leves em 15 de fevereiro. Depois disso, ele teve uma licença prolongada em casa para o casamento.

### Sicília e Itália

Emblema do II./JG 27

Em 22 de abril de 1943, várias posições de comando foram alteradas, impactando Schröer. O Geschwaderkommodore (comandante de ala), Eduard Neumann foi enviado para o estado-maior do General der Jagdflieger (General de Caças) Adolf Galland. A vaga na posição Geschwaderkommodore foi preenchida novamente pelo Gruppenkommandeur (comandante do grupo) do II./JG 27, Gustav Rödel, que entregou o seu comando a Schröer.
O II./JG 27 agora estava operando com o novo Bf 109 G nos céus perigosos da Sicília, enquanto os Aliados se preparavam para a invasão com pesados ataques de bombardeio preparatório. Com base em Trapani, no canto oeste da ilha, eles enfrentavam a superioridade aérea dos Aliados e tinham a tarefa inútil de tentar proteger aeronaves de transporte que realizavam voos de evacuação desesperados dos feridos e especialistas restantes do sitiado Afrika Korps, agora reprimido em Tunis. Pouco antes de Schroer assumir o comando, na noite de 18 de abril, apenas 6 transportes haviam chegado à Sicília, dos 65 que saíam de Túnis. Voando ao nível do mar, metade foi abatida e o restante danificado. Impotente para ajudar, o II./JG 27 reivindicou apenas um caça inimigo em resposta. No entanto, com vigor renovado, Werner liderou na frente e, nos dois meses seguintes, afirmou que 22 aeronaves aliadas foram abatidas, incluindo 12 bombardeiros pesados quadrimotores.
A rendição do Afrika Korps em maio foi de uma escala comparável à rendição do 6.º Exército em Stalingrado apenas alguns meses antes. A Operação Husky, a invasão aliada da Sicília, começou em 10 de julho. Incapaz de influenciar o resultado em grande medida, o II./JG 27 já havia sido ordenado a voltar ao continente italiano.
Em 28 de julho, a unidade recebeu ordem de entregar sua aeronave a outras unidades e os pilotos e tripulações voltaram à Alemanha para o descanso e o reequipamento muito necessários. Em Foggia, as aeronaves restantes foram entregues a Jagdgeschwader 3 (JG 3), Jagdgeschwader 53 (JG 53) e Jagdgeschwader 77 (JG 77). Os pilotos pegaram um trem para Viena-Aspern. Em 2 de agosto, Schröer foi condecorado com a Cruz de Cavaleiro da Cruz de Ferro com Folhas de Carvalho (Ritterkreuz des Eisernen Kreuzes mit Eichenlaub), sua contagem na época era de 85 vitórias. A apresentação foi feita por Adolf Hitler no Wolfsschanze, o quartel-general de Hitler em Rastenburg, atual Kętrzyn na Polônia.

### Em defesa do Reich
Em agosto de 1943, o II./JG 27 estava em Wiesbaden-Erbenheim na Alemanha, começando o treinamento para uma guerra aérea completamente diferente: deveres de Reichsverteidigung (Defesa do Reich), em alta altitude contra as grandes formações maciças fortemente armadas de bombardeiros de quatro motores, ou Viermots. De agosto a março, Schroer abateu 14 aeronaves, 11 delas Viermots - uma indicação do tipo de combate aéreo em que lutava agora. A primeira surtida operacional da unidade no Reich, 6 de setembro, foi a mais bem-sucedida com nove bombardeiros reivindicados, incluindo três para Schröer (86–88.ª vitórias).
Em 7 de janeiro de 1944, Schröer foi creditado com a destruição de um P-38 Lightning pilotado por Joseph P. Marsiglia do 55.º Grupo de Caças, 338.º Esquadrão de Caças. Marsiglia teve que resgatado e foi detido perto de Holz, no distrito de Saarbrücken. Esta foi a 92.ª vitória aérea de Schröer. Em 14 de março de 1944, Schröer (com 99 vitórias) foi nomeado Gruppenkommandeur, III./Jagdgeschwader 54 (JG 54), baseado no norte em Lüneberg. Em abril, a unidade foi retreinada e transferida para o Focke-Wulf Fw 190. Em 24 de maio, Schröer reivindicou um P-51 Mustang e dois P-47 Thunderbolts para chegar a seu século (100–102.ª vitórias). Ele foi o 73.º piloto da Luftwaffe a atingir a marca centenária. Mas a piora da situação e a intensa pressão estavam cobrando seu preço, e ele foi enviado em um mês de licença devido ao estresse no início de junho, quando a atenção dos Aliados se voltou para a Normandia, possivelmente salvando sua vida quando a unidade sofreu pesadas perdas na França.
Retornando ao serviço, de 5 de novembro de 1944 a 5 de fevereiro de 1945, Schröer foi instrutor sênior na Verbandsführerschule (Escola de Treinamento para Líderes de Unidade) do General der Jagdflieger (General de Caças) em Königsberg in der Neumark, atual Chojna, no oeste da Polônia. Em meados de fevereiro de 1945, Schröer assumiu o comando do JG 3 "Udet", em homenagem a Ernst Udet, de Oberstleutnant Heinrich Bär que havia se transferido para caças a jato. Em 14 de fevereiro, Schröer foi oficialmente nomeado Geschwaderkommodore (comandante de ala) do JG 3 "Udet". O Geschwader foi implantado no leste da Alemanha, inicialmente subordinado à Luftflotte 6 e depois sob o comando da Luftwaffenkommando Nordost, onde lutou pelo baixo Oder na Batalha do Oder–Neisse. Lá, ele reivindicou 12 aeronaves soviéticas destruídas - suas únicas vitórias na Frente Oriental. Em 19 de abril de 1945, ele recebeu a Cruz de Cavaleiro da Cruz de Ferro com Folhas de Carvalho e Espadas (Ritterkreuz des Eisernen Kreuzes mit Eichenlaub und Schwertern). O Geschwaderstab (unidade-sede) retirou-se ao longo da costa do Báltico para Schleswig-Holstein. Em 5 de maio de 1945, Schröer se rendeu às forças britânicas e foi feito prisioneiro de guerra.

## Vida posterior
Schröer foi mantido sob custódia britânica até 7 de fevereiro de 1946. Inicialmente, ele trabalhou como motorista de táxi em Frankfurt para ajudar a financiar sua família. Paralelamente, frequentou a universidade com o título de Mestre em Administração de Empresas (Diplom-Kaufmann). Junto com sua família, ele então viveu e trabalhou em Roma, Itália, por onze anos. Em 1968, a grafia de seu sobrenome mudou de Schroer para Schröer, com o umlaut "ö". Antes de sua aposentadoria, ele ocupou o cargo de chefe do departamento de protocolo central com a Messerschmitt-Bölkow-Blohm em Ottobrunn. Schröer morreu em 10 de fevereiro de 1985 em Ottobrunn, aos 66 anos. Ele foi enterrado com honras militares no Parkfriedhof em Ottobrunn em 15 de fevereiro de 1985.

## Sumário da carreira

### Reivindicações de vitórias aéreas
Schröer foi creditado com 114 aeronaves inimigas abatidas em 197 missões de combate, 102 na Frente Ocidental, incluindo 61 na África do Norte e 22 na Itália e 12 na Frente Oriental. Este número inclui 26 bombardeiros quadrimotores, quatro dos quais reivindicados como Herausschüsse (tiros de separação).
| Crônica de vitórias aéreas | Crônica de vitórias aéreas | Crônica de vitórias aéreas | Crônica de vitórias aéreas | Crônica de vitórias aéreas                | Crônica de vitórias aéreas | Crônica de vitórias aéreas | Crônica de vitórias aéreas | Crônica de vitórias aéreas | Crônica de vitórias aéreas                        |
| --- | -------------------------- | -------------------------- | -------------------------- | ----------------------------------------- | -------------------------- | -------------------------- | -------------------------- | -------------------------- | ------------------------------------------------- |
| Este e o ♠ (ás de espadas) indicam aquelas vitórias aéreas que fizeram de Schröer um "ás num dia", termo que designa um piloto de caça que abateu cinco ou mais aviões em um único dia. Este e o ? (ponto de interrogação) indica que o autor australiano Russell Brown expressou dúvidas sobre a veracidade das reivindicações de Schröer neste dia. Isso junto com o * (asterisco) indica um Herausschuss (tiro de separação)—um bombardeiro pesado severamente danificado forçado a se separar de sua caixa de combate, o que foi contado como uma vitória aérea. |                            |                            |                            |                                           |                            |                            |                            |                            |                                                   |
| Nº | Data                       | Hora                       | Modelo                     | Localização                               | Nº                         | Data                       | Hora                       | Modelo                     | Localização                                       |
| – I. Gruppe da Jagdgeschwader 27 – No Norte da África — abril de 1941 – junho de 1942 |                            |                            |                            |                                           |                            |                            |                            |                            |                                                   |
| 1 | 19 de abril de 1941        | —                          | Hurricane                  | oeste de Tobruque                         | 7                          | 14 de setembro de 1941     | 15:55                      | Hurricane                  | sul de El Hambra                                  |
| 2 | 25 de junho de 1941        | —                          | Hurricane                  | sul de Sidi Barrani                       | 8                          | 30 de maio de 1942         | 14:05                      | P-40                       | nordeste de Bir Hacheim                           |
| 3 | 8 de julho de 1941         | —                          | Hurricane                  | oeste de Bardia                           | 9                          | 10 de junho de 1942        | 07:49                      | P-40                       | 5 km (3,1 mi) a oeste de Bir Hacheim              |
| 4 | 19 de julho de 1941        | 18:17                      | P-40                       | nordeste de Ras Asaz                      | 10                         | 15 de junho de 1942        | 18:06                      | P-40                       | noroeste de El Adem                               |
| 5 | 21 de agosto de 1941       | 18:20                      | Hurricane                  | nordeste de Bardia                        | 11                         | 15 de junho de 1942        | 18:11                      | P-40                       | noroeste de El Adem                               |
| 6 | 29 de agosto de 1941       | 18:10                      | P-40                       | noroeste de Sidi Barrani                  |                            |                            |                            |                            |                                                   |
| – III. Gruppe da Jagdgeschwader 27 – No Norte da África — junho – novembro de 1942 |                            |                            |                            |                                           |                            |                            |                            |                            |                                                   |
| 12 | 23 de junho de 1942        | 14:40                      | P-40                       | 10 km (6,2 mi) ao sul de Sidi Omar        | 37♠                        | 15 de setembro de 1942?    | 11:55                      | P-40                       | sul de El Alamein                                 |
| 13 | 26 de junho de 1942        | 11:40                      | P-40                       | sudoeste de Mersa Matruh                  | 38♠                        | 15 de setembro de 1942?    | 16:45                      | P-40                       | nordeste de Deir El Tarfa                         |
| 14 | 26 de junho de 1942        | 11:44                      | Hurricane                  | sudoeste de Mersa Matruh                  | 39♠                        | 15 de setembro de 1942?    | 16:55                      | P-40                       | nordeste de Deir El Tarfa                         |
| 15 | 26 de junho de 1942        | 16:10                      | P-40                       | sudoeste de Mersa Matruh                  | 40♠                        | 15 de setembro de 1942?    | 17:03                      | Spitfire                   | proximidade de El Alamein                         |
| 16 | 2 de julho de 1942         | 07:00                      | P-40                       | sudeste de El Alamein                     | 41                         | 16 de setembro de 1942     | 09:25                      | P-40                       | sul de El Alamein                                 |
| 17 | 2 de julho de 1942         | 07:05                      | P-40                       | a leste de El Alamein                     | 42                         | 20 de setembro de 1942     | 16:33                      | P-40                       | 8 km (5,0 mi) a sudoeste de El Alamein            |
| 18 | 3 de julho de 1942         | 14:40                      | Hurricane                  | sul de Imayid                             | 43                         | 21 de setembro de 1942     | 16:30                      | Spitfire                   | norte de El Hammam                                |
| 19 | 3 de julho de 1942         | 14:47                      | Hurricane                  | sudeste de El Hammam                      | 44                         | 30 de setembro de 1942     | 10:30                      | Spitfire                   | perto de Abu Dweis                                |
| 20 | 3 de julho de 1942         | 14:50                      | P-40                       | sudeste de El Hammam                      | 45                         | 2 de outubro de 1942       | 15:40                      | P-40                       | norte-nordeste de Deir El Tarfa                   |
| 21 | 4 de julho de 1942         | 18:40                      | P-40                       | sudeste de El Alamein                     | 46                         | 9 de outubro de 1942       | 09:25                      | Boston                     | nordeste de El Dabaa                              |
| 22 | 6 de julho de 1942         | 11:45                      | P-40                       | 20 km (12 mi) a sudoeste de El Alamein    | 47                         | 9 de outubro de 1942       | 16:15                      | Spitfire                   | noroeste de El Dabaa                              |
| 23 | 6 de julho de 1942         | 11:48                      | P-40                       | 21 km (13 mi) a sudoeste de El Alamein    | 48                         | 9 de outubro de 1942       | 16:20                      | Hurricane                  | sudeste de Bir el Abd                             |
| 24 | 11 de julho de 1942        | 16:05                      | Spitfire                   | sudeste de El Alamein                     | 49                         | 20 de outubro de 1942      | 14:12                      | P-40                       | sudoeste de Deir El Tarfa                         |
| 25 | 11 de julho de 1942        | 16:10                      | P-40                       | sudoeste de El Alamein                    | 50                         | 23 de outubro de 1942      | 08:00                      | P-46                       | nordeste de El Alamein                            |
| 26 | 13 de julho de 1942        | 09:57                      | Hurricane                  | sul de El Hammam                          | 51                         | 23 de outubro de 1942      | 08:30                      | P-46                       | sudeste de El Alamein                             |
| 27 | 13 de julho de 1942        | 10:02                      | Hurricane                  | sul de El Hammam                          | 52                         | 24 de outubro de 1942      | 08:25                      | P-40                       | nordeste de El Alamein                            |
| 28 | 13 de julho de 1942        | 10:05                      | Hurricane                  | sul de El Hammam                          | 53                         | 24 de outubro de 1942      | 16:45                      | Hurricane                  | sudoeste de El Alamein                            |
| 29 | 14 de julho de 1942        | 10:15                      | P-40                       | sudoeste de El Alamein                    | 54                         | 26 de outubro de 1942      | 13:10                      | P-40                       | oeste de El Alamein                               |
| 30 | 16 de julho de 1942        | 18:30                      | P-40                       | sudoeste de El Alamein                    | 55                         | 27 de outubro de 1942      | —                          | P-40                       | noroeste de Quotaifiya                            |
| 31 | 17 de julho de 1942        | 18:25                      | P-40                       | oeste de El Alamein                       | 56                         | 27 de outubro de 1942      | —                          | P-40                       | nordeste de Quotaifiya                            |
| 32 | 8 de setembro de 1942      | 12:45                      | Spitfire                   | proximidade de Deir El Tarfa              | 57                         | 27 de outubro de 1942      | —                          | P-40                       | nordeste de El Dabaa                              |
| 33 | 8 de setembro de 1942      | 12:50                      | Spitfire                   | proximidade de Deir El Tarfa              | 58                         | 29 de outubro de 1942      | 12:25                      | Spitfire                   | sul de El Alamein                                 |
| 34 | 13 de setembro de 1942     | 17:25                      | P-40                       | 7 km (4,3 mi) a sudoeste de El Alamein    | 59                         | 30 de outubro de 1942      | 09:20                      | P-39                       | sul-sudeste de El Dabaa                           |
| 35♠ | 15 de setembro de 1942?    | 11:40                      | P-40                       | oeste de El Alamein                       | 60                         | 4 de novembro de 1942      | 12:15                      | B-24                       | entre Sallum e Benghazi                           |
| 36♠ | 15 de setembro de 1942?    | 11:43                      | P-40                       | oeste de El Alamein                       | 61                         | 16 de novembro de 1942     | 15:20                      | P-40                       | sul de Tecis                                      |
| – III. Gruppe da Jagdgeschwader 27 – Mediterrâneo Oriental, Creta, Sicília, Grécia, Tunísia e Itália — novembro de 1942 – fevereiro de 1943 |                            |                            |                            |                                           |                            |                            |                            |                            |                                                   |
| 62 | 11 de fevereiro de 1943    | 13:30                      | B-26                       | norte-nordeste de Karpathos               | 63                         | 11 de fevereiro de 1943    | 13:34                      | B-26                       | norte-nordeste de Karpathos                       |
| – II. Gruppe da Jagdgeschwader 27 – Sicília, Tunísia e Itália — fevereiro – julho de 1943 |                            |                            |                            |                                           |                            |                            |                            |                            |                                                   |
| 64 | 29 de abril de 1943        | 18:08                      | P-38                       | 60 km (37 mi) a sudeste de Marettimo      | 75                         | 25 de maio de 1943         | 11:17                      | B-17                       | noroeste de Marettimo                             |
| 65 | 29 de abril de 1943        | 18:10                      | P-38                       | 60 km (37 mi) a sudeste de Marettimo      | 76                         | 31 de maio de 1943         | 14:40                      | B-17                       | oeste-noroeste de Trapani                         |
| 66 | 5 de maio de 1943          | 15:00                      | B-24                       | noroeste de Marettimo                     | 77                         | 7 de junho de 1943         | 06:44                      | P-40                       | 5 km (3,1 mi) a norte de Pantelleria              |
| 67 | 9 de maio de 1943          | 13:10                      | B-24                       | a leste de Capo Gallo                     | 78                         | 10 de junho de 1943        | 09:26                      | P-46                       | 3 km (1,9 mi) a sul-sudoeste de Granitola Torreta |
| 68 | 9 de maio de 1943          | 13:40                      | P-38                       | 70 km (43 mi) a noroeste de Capo San Vito | 79                         | 10 de junho de 1943        | 09:27                      | P-46                       | 4 km (2,5 mi) a sul-sudoeste de Granitola Torreta |
| 69 | 11 de maio de 1943         | 11:46                      | P-38                       | 60 km (37 mi) a nordeste de Cap Bon       | 80                         | 10 de junho de 1943        | —                          | Boston                     |                                                   |
| 70 | 11 de maio de 1943         | 12:14                      | B-17                       | sul de Marsala                            | 81                         | 15 de junho de 1943        | 08:23                      | B-17                       | 2 km (1,2 mi) a oeste de Favignana                |
| 71 | 18 de maio de 1943         | 13:45                      | B-17                       | noroeste de Trapani                       | 82                         | 11 de julho de 1943        | 13:20                      | B-24                       | 25 km (16 mi) ao sul de Crotone                   |
| 72 | 19 de maio de 1943         | 13:42                      | P-38                       | oeste de Marettimo                        | 83                         | 16 de julho de 1943        | 13:00                      | B-24                       | 5 km (3,1 mi) a sudoeste de Santeramo in Colle    |
| 73 | 21 de maio de 1943         | 11:21                      | B-17                       | sul de Marsala                            | 84                         | 16 de julho de 1943        | 13:15                      | B-24                       | 10 km (6,2 mi) oeste-sudoeste de Bari             |
| 74 | 21 de maio de 1943         | 11:28                      | Spitfire                   | noroeste de Pantelleria                   | 85                         | 23 de julho de 1943        | 14:10                      | B-17                       | 20 km (12 mi) a norte de Stromboli                |
| – II. Gruppe da Jagdgeschwader 27 – Defesa do Reich — setembro de 1943 – março de 1944 |                            |                            |                            |                                           |                            |                            |                            |                            |                                                   |
| 86 | 6 de setembro de 1943      | 11:08                      | B-17                       | a leste de Geislingen                     | 93                         | 7 de janeiro de 1944       | 12:20                      | P-38                       | nordeste de Saarbrücken                           |
| 87* | 6 de setembro de 1943      | —                          | B-17                       | sul de Echterdingen                       | 94                         | 11 de janeiro de 1944      | 12:25                      | B-24                       | sudeste de Assen                                  |
| 88* | 6 de setembro de 1943      | —                          | B-17                       | sudeste de Stuttgart                      | 95*                        | 11 de janeiro de 1944      | 13:30                      | B-17                       | oeste de Almelo                                   |
| 89 | 14 de outubro de 1943      | —                          | B-17                       | Alzey                                     | 96*                        | 29 de janeiro de 1944      | 11:02                      | B-17                       | Sankt Wendel                                      |
| 90 | 29 de novembro de 1943     | 14:48                      | B-17                       | sul-sudoeste de Bremen                    | 97                         | 25 de fevereiro de 1944    | 12:28                      | B-17                       | 20 km (12 mi) nordeste de Chiemsee                |
| 91 | 19 de dezembro de 1943     | 12:38                      | B-17                       | Krimml                                    | 98                         | 25 de fevereiro de 1944    | 12:31                      | B-17                       | Altötting                                         |
| 92 | 7 de janeiro de 1944       | 12:07                      | P-38                       | norte de Saarbrücken                      | 99                         | 3 de março de 1944         | 12:23                      | P-38                       | Magdeburg                                         |
| – III. Gruppe da Jagdgeschwader 54 – Defesa do Reich — maio de 1944 |                            |                            |                            |                                           |                            |                            |                            |                            |                                                   |
| 100 | 24 de maio de 1944         | —                          | B-17                       |                                           | 102                        | 24 de maio de 1944         | —                          | P-51                       |                                                   |
| 101 | 24 de maio de 1944         | —                          | B-17                       |                                           |                            |                            |                            |                            |                                                   |
| – Stab da Jagdgeschwader 3 "Udet" – Voando com o Focke-Wulf Fw 190 — março – maio de 1945 |                            |                            |                            |                                           |                            |                            |                            |                            |                                                   |
| 103 | 11 de março de 1945        | —                          | P-39                       |                                           | 109                        | 19 de abril de 1945        | —                          | Il-2                       |                                                   |
| 104 | 11 de março de 1945        | —                          | Pe-2                       |                                           | 110                        | 19 de abril de 1945        | —                          | Yak-3                      |                                                   |
| 105 | 11 de março de 1945        | —                          | Pe-2                       |                                           | 111                        | 24 de abril de 1945        | —                          | Yak-3                      |                                                   |
| 106 | 15 de março de 1945        | —                          | P-39                       |                                           | 112                        | 24 de abril de 1945        | —                          | Yak-9                      |                                                   |
| 107 | 15 de março de 1945        | —                          | La-5                       |                                           | 113                        | 26 de abril de 1945        | —                          | La-5                       |                                                   |
| 108 | 15 de março de 1945        | —                          | Yak-3                      |                                           | 114                        | 26 de abril de 1945        | —                          | La-5                       |                                                   |

### Condecorações
- Cruz de Ferro (1939)
  - 2ª classe (19 de abril de 1941)[48]
  - 1ª classe (9 de setembro de 1941)[48]
- Distintivo de Piloto/Observador
- Distintivo de Voo do Fronte da Luftwaffe
  - em Prata  (15 de setembro de 1941)[49]
  - em Ouro  (15 de setembro de 1942)[49]
- Troféu de Honra da Luftwaffe (10 de agosto de 1941) como Leutnant e piloto[50][Nota 3]
- Cruz Germânica em Ouro (9 de setembro de 1942) como Leutnant no III./JG 27[52]
- Cruz de Cavaleiro da Cruz de Ferro (20 de outubro de 1942) como Leutnant e Staffelführer do 8./JG 27[53][54]
  - 268ª Folhas de Carvalho (2 de agosto de 1943) como Hauptmann e Gruppenkommandeur do II./JG 27[53][55]
  - 144ª Espadas (19 de abril de 1945) como Major e Geschwaderkommodore do JG 3[56][Nota 4]
- Medalha de Prata de Valor Militar Italiana

### Promoções
- 1 de outubro de 1938 – Gefreiter (soldado)[49]
- 1 de abril de 1939 – Unteroffizier (cabo)[49]
- 1 de dezembro de 1939 – Feldwebel (sargento)[49]
- 1 de março de 1941 – Leutnant (segundo-tenente)[49]
- 1 de novembro de 1942 – Oberleutnant (primeiro-tenente)[49]
- 1 de fevereiro de 1943 – Hauptmann (capitão)[49]
- 1 de novembro de 1943 – Major (major)[49]